# Dirk Bosschaert
Dirk Bosschaert (Borgerhout, 1 mei 1958) is een Belgisch acteur en regisseur. Hij verwierf bekendheid met zijn rol als Berend Brokkenpap in de televisieserie Piet Piraat. Piet Piraat leidde ook tot theatershows en bioscoopfilms. Daarnaast is Bosschaert als acteur in diverse producties te zien en treedt hij op als regisseur, onder meer van een amateurtheatergroep in Balen. 
In 1994-1995 speelde hij de rol van "Jerom" in Suske en Wiske, de musical. Vanaf november 2009 speelde hij ook mee in het tweede seizoen van Amika. Hij was ook Dongo, de schildpad in Wizzy & Woppy. Vanaf zomer 2013 vertolkt Dirk Bosschaert de stem van Samson. Hij volgt als zodanig Peter Thyssen en Danny Verbiest, de geestelijk vader van Samson, op.

## Filmografie
| Jaar | Film                                     | Rol               |
| ---- | ---------------------------------------- | ----------------- |
| 1992 | Kiekeboe: Het Witte Bloed                | Marcel Kiekeboe   |
| 2005 | Piet Piraat en de betoverde kroon        | Berend Brokkenpap |
| 2006 | Piet Piraat en het vliegende schip       | Berend Brokkenpap |
| 2008 | Piet Piraat en het zwaard van Zilvertand | Berend Brokkenpap |
| 2013 | Piet Piraat en het zeemonster            | Berend Brokkenpap |

## Televisie
| Van-tot    | Tv-serie                  | Rol                         |
| ---------- | ------------------------- | --------------------------- |
| 1989       | Drie mannen onder een dak | Van Oprecht                 |
| 1999-2002  | Wizzy en Woppy            | Dongo de Schildpad          |
| 2000       | Pa heeft een lief         | speler                      |
| 2001       | Nonkel Jef                | Radiopresentator            |
| 2001-2004  | Piet Piraat               | Berend Brokkenpap           |
| 2006       | Mega Mindy                | Willem                      |
| 2008-2010  | Amika                     | Barry Palerma               |
| 2010       | Goeie vrijdag             | Berend Brokkenpap           |
| 2011       | Galaxy Park               | Mr. Abrams                  |
| 2013       | Vlaanderen Muziekland     | Samson                      |
| 2013       | Danni Lowinski            | Carl Verplaetse             |
| 2013-2022  | Samson en Gert            | Samson                      |
| 2013       | Hotel 13                  | Kerkhofbewaker/hotelbewaker |
| 2015       | Ghost Rockers             | Bankdirecteur               |
| 2017       | Nachtwacht                | Francis                     |
| 2019-heden | Samson en Marie           | Samson                      |
| 2020       | Thuis                     | Ivo                         |

## Shows en Musicals
- Suske en Wiske de musical - Jerom
- Assepoester (Studio 100) - Ensemble
- Pinokkio (Studio 100) - Ensemble & Understudy Pompidoe & Raoul
- Robin Hood (Studio 100) - Wachter Ron, Dronkenman & Understudy broeder Tuck
- 14-18, de musical (Studio 100) - Ensemble
- Wickie, de musical (Studio 100) - Halvar
- Piet Piraat Show (Studio100) - Berend Brokkenpap
- Piet Piraat en de wenskist (Studio100) - Berend Brokkenpap
- Piet Piraat en het duel met kapitein Groenbaard (Studio100) - Berend Brokkenpap
- Piet Piraat op Mango-eiland (Studio100) - Berend Brokkenpap
- Piet Piraat en het geheim van Esmeralda (Studio100) - Berend Brokkenpap
- Piet Piraat en de kleine dino (Studio100) - Berend Brokkenpap
- Piet Piraat en het geheim van Lorre (Studio100) - Berend Brokkenpap
- Piet Piraat en de grote griezelshow (Studio100) - Berend Brokkenpap
- Piet Piraat: Radio de Scheve Schuit (Studio100) - Berend Brokkenpap
- Piet Piraat en het geheim van de verzonken stad (Studio100) - Berend Brokkenpap
- Piet Piraat en Expeditie Noordpool (Studio100) - Berend Brokkenpap
- Samson en Gert Kerstshow: Op reis naar het ijspaleis (Studio100) - Samson
- Samson en Gert Kerstshow: De prinsessen van Prinsessia (Studio100) - Samson
- Samson en Gert Kerstshow: De 25e kerstshow (Studio100) - Samson
- Samson en Gert gaan naar Hollywood  (Studio100) - Samson
- Piet Piraat en de toverlantaarn (Studio100) - Berend Brokkenpap
- Samson en Gert Kerstshow: Burgemeester Pegel komt (Studio100) - Samson
- Samson en Gert Kerstshow: De hondenshow (Studio100) - Samson